# Ямес, Иван Васильевич
Иван Васильевич Ямес (Ламбе Ямес; около 1700 — 1787) — английский кораблестроитель на русской службе, корабельный мастер, построил на Соломбальской и Санкт-Петербургской верфях более 60 судов различного ранга и класса для Российского императорского флота, обер-сарваер полковничьего ранга, бригадир.

## Биография
Ламбе Ямес родился около 1700 года. Уроженец Англии. При переходе на русскую службу получил новое имя Ямес Иван Васильевич.

### Служба в Архангельском адмиралтействе
6 июня 1737 года Ямес был принят на русскую службу по контракту корабельным мастером с окладом 480 рублей в год и приведён к присяге. Направлен на Соломбальскую верфь в Архангельск, где приступил к проектированию и строительству 66-пушечного линейного корабля с двухдековым вооружением «Леферм», который спустил на воду 10 мая 1739 года и 30 мая заложил 32-пушечный фрегат «Аполлон» (спущен 18 мая 1740 года). В 1739 году Адмиралтейств-коллегия поручила Ямесу построить яхту из кедра. Ознакомившись с ранее составленными чертежами яхты, Ямес остался им недоволен, и решил представить собственный проект. Он разработал новый чертёж яхты и её орнамента, который был утверждён. 30 октября 1739 года кедровая яхта была заложена, и при спуске на воду 17 мая 1740 года получила имя «Диана». За прилежные труды по строительству кораблей и фрегатов 24 сентября 1740 года Ямес получил прибавку к жалованию — 120 рублей в год.
13 июня 1740 года Ямес заложил 66-пушечный линейный корабль «Благополучие» (до 6 декабря 1741 года назвался «Правительница Российская»), который был спущен 16 мая 1741 года. При переходе через бар корабль сел на мель, получил повреждение и частично был затоплен. Чтобы спасти корабль Ямес предложил следующий способ его подъёма — загрузил максимально два судна, прикрепил их к «Благополучию» и затем разгрузил суда. Вместе с судами корабль поднялся, и был отведён в док для ремонта . Этот способ подъёма судов применялся длительное время в Архангельском адмиралтействе.
7 июля 1741 года Ямес приступил к постройке 66-пушечного линейного корабля «Фридемакер», который спустил на воду 3 июля 1742 года и по указанию Адмиралтейств-коллегии приступил к осмотру кораблей находящихся в Архангельске для их исправления и подготовке к компании 1743 года. В марте 1743 года Ямес прибыл в Санкт-Петербург для доклада о готовности кораблей к морским плаваниям.
30 сентября 1745 года на Соломбальской верфи заложил 32-пушечный фрегат «Ягудиил», который спустил на воду 21 мая 1746 года. В 1745—1761 годах Ямес в Архангельске строил линейные корабли, которые участвовали в Семилетней войне 1756—1763 годов. В этот период им было построено пять 54-пушечных линейных кораблей: «Святой Николай» (заложен 16 июля 1747, спущен 8 мая 1748 года), «Шлиссельбург» (заложен 24 августа 1749, спущен 28 апреля 1751 года), «Варахаил» (заложен 4 апреля 1751, спущен 30 апреля 1752 года), «Нептунус» (заложен 29 апреля 1757, спущен 20 мая 1758 года), «Город Архангельск» (строился по чертежам И. Зуева и Ямеса, заложен 25 мая 1760, спущен 29 мая 1761 года) и семь 66-пушечных линейных кораблей 3 ранга: «Уриил» (заложен 28 августа 1748, спущен 21 августа 1749 года), «Полтава» (заложен 15 апреля 1753, спущен 26 апреля 1754 года), «Ревель» (заложен 26 апреля 1755, спущен 12 мая 1756 года), «Рафаил» (заложен 29 апреля 1757, спущен 20 мая 1758 года), «Москва» (заложен 25 сентября 1758, спущен 25 мая 1760 года), «Святой Пётр» (заложен 25 сентября 1758, спущен 25 мая 1760 года) и «Святой Иаков» (заложен 25 мая 1760, спущен 17 мая 1761 года). В этот же период им были построены три 32-пушечных фрегата для кронштадтской эскадры: «Крейсер» (заложен 24 августа 1749, спущен 28 апреля 1751 года), «Россия» (заложен 25 мая 1753, спущен 26 апреля 1754 года) и «Святой Сергий» (заложен 18 июля 1760, спущен 17 мая 1761 года) .
В 1751 году Ямес был произведён в корабельные мастера майорского ранга, в 1757 году пожалован в ранг подполковника. С 1762 по 1765 годы продолжал строительство судов на Соломбальской верфи: трёх 66-пушечных кораблей «Святой Александр Невский» (заложен 3 июля 1760, спущен 3 мая 1762 года), «Северный Орёл» (заложен 20 августа 1762, спущен 20 мая 1763 года), «Тверь» (заложен 20 августа 1762, спущен 30 апреля 1765 года) ; 54-пушечного линейного корабля «Азия» (заложен 27 февраля 1764, спущен 13 мая 1768 года) — корабль участвовал в войне с Турцией 1768—1774 годов; двух фрегатов — «Святой Фёдор» (заложен 1 августа 1761, спущен 3 мая 1762 года) и «Гремящий» (заложен 20 августа 1762, спущен 20 мая 1763 года) ; четырёх 22-пушечных пинков — «Слон» (спущен 3 июня 1758), «Лев» (спущен 3 мая 1759), «Соломбал» (спущен 12 мая 1762) и «Гогланд» (спущен 30 апреля 1765) .
22 сентября 1763 года Ямес был пожалован в обер-сарваеры полковничьего ранга. Всего с 1737 по 1766 годы в Архангельском порту Ямес построил более 40 судов различного ранга и класса.

### Служба в Санкт-Петербургском адмиралтействе

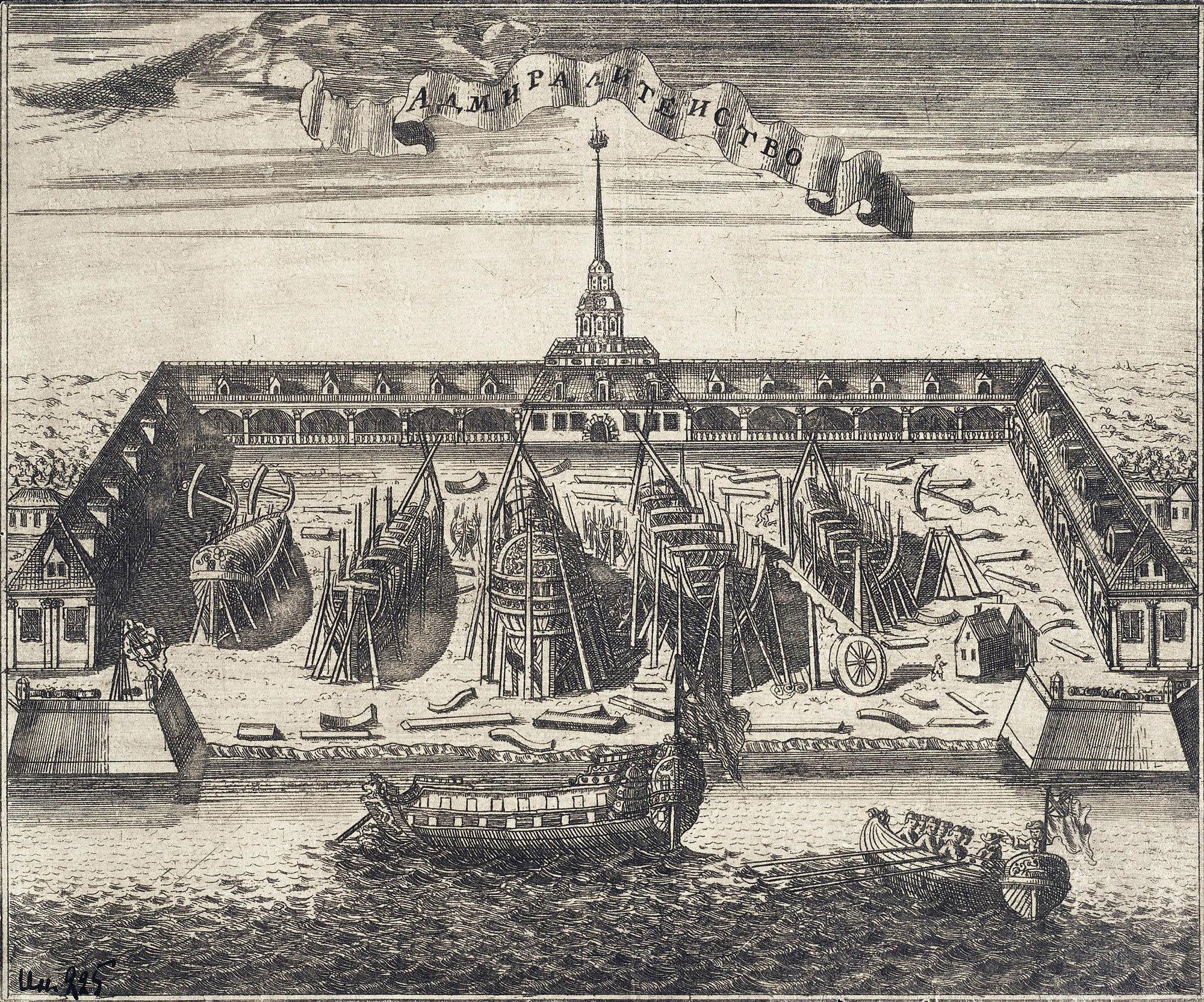
Адмиралтейство на гравюре 1716 года

В 1765 году Ямес был переведён в Санкт-Петербургское адмиралтейство, где 23 декабря заложил два фрегата «Святой Александр» (спущен 4 июня 1766 года) и «Надежда» (спущен 4 апреля 1766 года). 13 июня 1766 года приступил к строительству двух 80-пушечных линейных кораблей «Святослав» (спущен 29 мая 1769 года) и «Чесма» (спущен 9 октября 1770 года). Все эти корабли участвовали в русско-турецкой войне 1768—1774 годов.
В конце 1768 года Адмиралтейств-коллегия начала разработку проекта «новоизобретённых кораблей» четырёх типов. В создании проекта участвовали контр-адмирал А. Н. Сенявин, вице-адмирал Г. А. Спиридов, строители В. А. Селянинов, И. И. Афанасьев и И. В. Ямес.
В 1769 году приступил к постройке 66-пушечного линейного корабля «Святые Жёны Мироносицы» (в списках числился как «Мироносиц», спущен на воду 28 августа 1771 года) и 74-пушечного «Святой Великомученик Исидор» (спущен 17 сентября 1772 года). В 1770 году заложил совместно со корабельным мастером М. Д. Портновым однотипный «Исидору» линейный корабль «Царь Константин» (спущен 24 июня 1779 года).
22 октября 1772 года Ямес заложил 20-пушечный фрегат «Евангелист Марк», который спустил на воду 25 апреля 1773 года, в июле 1774 года приступил к строительству 26-пушечного фрегата «Гектор» (спущен 4 ноября 1781 года), а 21 января 1776 года параллельно начал строительство 20-пушечного 16-вёсельного гребного фрегата «Проворный».
7 июля 1776 года Ямес был пожалован в бригадиры. С 1777 года Ямес, находясь в преклонном возрасте, строил корабли совместно с русским кораблестроителем В. Селяниновым. 26 января 1777 года они заложили 74-пушный корабль «Победослав», который был спущен на воду 26 июня 1782 года. 1 июля 1780 года приступили к строительству 74-пушечного корабля «Святая Елена» (спущен 6 сентября 1785 года). 26 июля 1782 года кораблестроители на Санкт-Петербургской верфи заложили два однотипных 100-пушечных линейных корабля «Иоанн Креститель» (спущен 6 сентября 1783 года) и «Три Иерарха» (26 сентября 1783 года). Все корабли, построенные Ямесом в Санкт-Петербурге с 1769 по 1776 год, принимали участие в войне со Швецией 1788—1790 годов.
Скончался Иван Васильевич Ямес 21 декабря 1787 года в Санкт-Петербурге.